# Saharanpur
Saharanpur (Hindi: सहारनपुर, Urdu: سهارنپور; Sahāranpur [sʌhɑːrʌnpʊr]) ist eine Stadt im nordindischen Bundesstaat Uttar Pradesh mit rund 700.000 Einwohnern (Volkszählung 2011).

## Lage
Die Stadt liegt in der Gangesebene 155 km nördlich von Delhi.
Sie ist Verwaltungssitz des Distrikts Saharanpur.
Die nationale Fernstraße NH 73 verbindet Saharanpur mit Yamunanagar und Roorkee.

## Geschichte
Die Stadt wurde zur Herrschaftszeit des Sultans von Delhi Muhammad bin Tughluq gegründet, der sie nach dem islamischen Heiligen Shah Haran Chishti benannte, dessen Schrein noch heute in der Stadt verehrt wird.

## Sehenswürdigkeiten
- Company Garden:

Der Company Garden ist einer der ältesten botanischen Gärten in Indien.
- Ambedkar Park:

Dieser Park wurde von Chief Minister Mayawati gegründet.
- Weiterhin gibt es mehrere Tempel, zum Beispiel den Patheshwar-Tempel, und andere Gebetshäuser wie die Freitagsmoschee.

## Persönlichkeiten
- Broome Eric Pinniger (1902–1996), Hockeyspieler
- Ajit Prasad Jain (1902–1977), Politiker
- Deepti Sharma (* 1997), Cricketspielerin